# 穆罕默德·拉希德·里达
默罕默德·拉希德·里达（英語：Muhammad Rashid Rida；阿拉伯语：‎；1865年9月23日—1935年10月17日）是黎巴嫩伊斯兰学者，穆罕默德·阿布都的弟子，曾担任费萨尔·伊本·侯赛因执政时期的叙利亚国民大会主席。。

## 著作
- 《拉希德古兰经注》
- 《穆罕默德·阿布都传》（编）